# جمال بلکمن
جمال بلکمن (به انگلیسی: Jamal Blakman) دروازه‌بان تیم چلسی انگلستان است. او اهل شهر کرویدون است. جمال بلکمن در ۱۳ سالگی به آکادمی تیم فوتبال چلسی رفت و تا ۱۹ سالگی در تیم جوانان چلسی بود تا اینکه به تیم بزرگسالان چلسی پیوست. او اولین بار که در ترکیب تیم قرار گرفت در بازی چلسی در مقابل آرسنال بود که بر روی نیمکت ذخیره‌ها نشست که در آن بازی چلسی در خانه خودش ۳ بر ۵ بازی را واگذار کرد.